# Concesio
Concesio (en llengua llombarda Consés, pronunciat localment [konˈses] o [konˈhes]) és un municipi de la província de Brescia al nord d'Itàlia. Al març 2016, tenia 15,482 habitants i això ho fa segon municipi de la Vall Trompia per nombre d'habitants, després de Lumezzane.
Concesio és el lloc de naixement de papa Pau VI.